# Lycosa ambigua
Lycosa ambigua là một loài nhện trong họ Lycosidae.
Loài này thuộc chi Lycosa. Lycosa ambigua được Barrientos miêu tả năm 2004.